# Екокапіталізм
Екокапіталізм (англ. eco-capitalism, інколи «зелений капіталізм» або «екологічний капіталізм») — концепція, яка трактує природу як «природний капітал» (екосистеми з екологічним доходом), на якому базується все багатство, і вважає за доцільне застосування ринкових механізмів (наприклад, податку на вуглець або торгівлі квотами викидів) для вирішення екологічних проблем.

## Походження та розвиток
Термін уперше почав широко використовуватися наприкінці XX століття в працях екологів і економістів, які шукали взаємозв'язок між зростанням бізнесу та збереженням довкілля. Одні з перших фундаментальних робіт:
Пол Хокен, «The Ecology of Commerce» (1993) — візія синергії бізнесу та екології, заклик до «зелених податків» і перетворення компаній на двигуни змін шляхом внутрішньої екологізації виробництва.
Аморі Ловінз і Пол Хокен, «Natural Capitalism: Creating the Next Industrial Revolution» (1999) — запровадження поняття природного капіталу та прямого обліку екосистемних послуг.

## Основні принципи
Природний капітал. Природу розглядають як капітал, що генерує екологічний дохід, і закликають враховувати його в економічних розрахунках.
Внутрішня трансакція зовнішніх ефектів. Ринок несе відповідальність за екологічні витрати через податки, ліміти викидів або торгівлю квотами.
Ринкові інструменти. Податок на вуглець, сертифікація «зелених» продуктів, етикетки екологічної дружності стимулюють і виробників, і споживачів до екологічної поведінки.
Повний облік витрат. Облік всіх прихованих та непрямих витрат, пов'язаних із життєвим циклом продукту, у тому числі шкоди здоров'ю й навколишньому середовищу.

## Приклади реалізації
Система торгівлі викидами (cap-and-trade) у ЄС та Китаї, що встановлює ліміти викидів парникових газів і дозволяє торгувати квотами.
«Зелені» податки в Скандинавії, що спрямовані на стимулювання зниження використання викопного палива.
Корпоративні ініціативи з «відновлення» екосистем та інвестицій у відновлювані джерела енергії (наприклад, компанії Interface Inc. після впливу ідей Хокена).

## Критика та заперечення
Основний контраргумент полягає в тому, що комодіфікація природи та принципи економічного зростання важко поєднати з довгостроковою екологічною стійкістю. Серед ключових зауважень:
Ринок здатен врахувати лише частину екологічних витрат, і навіть «зелені» податки не гарантують зменшення абсолютного обсягу споживання та викидів.
Ідея регулювання через квоти суперечить ідеології зовсім вільного ринку, тому багато класичних капіталістів заперечують необхідність додаткових обмежень.
Деякі дослідники (Даніель Танюро, Білл МакКіббен) стверджують, що без суттєвих соціалістичних змін та державного втручання зеленого капіталізму замало для вирішення глобальної екологічної кризи.